# Wii U GamePad

Illustration des Wii U GamePad. Zu erkennen: der blauleuchtende Home-Button.

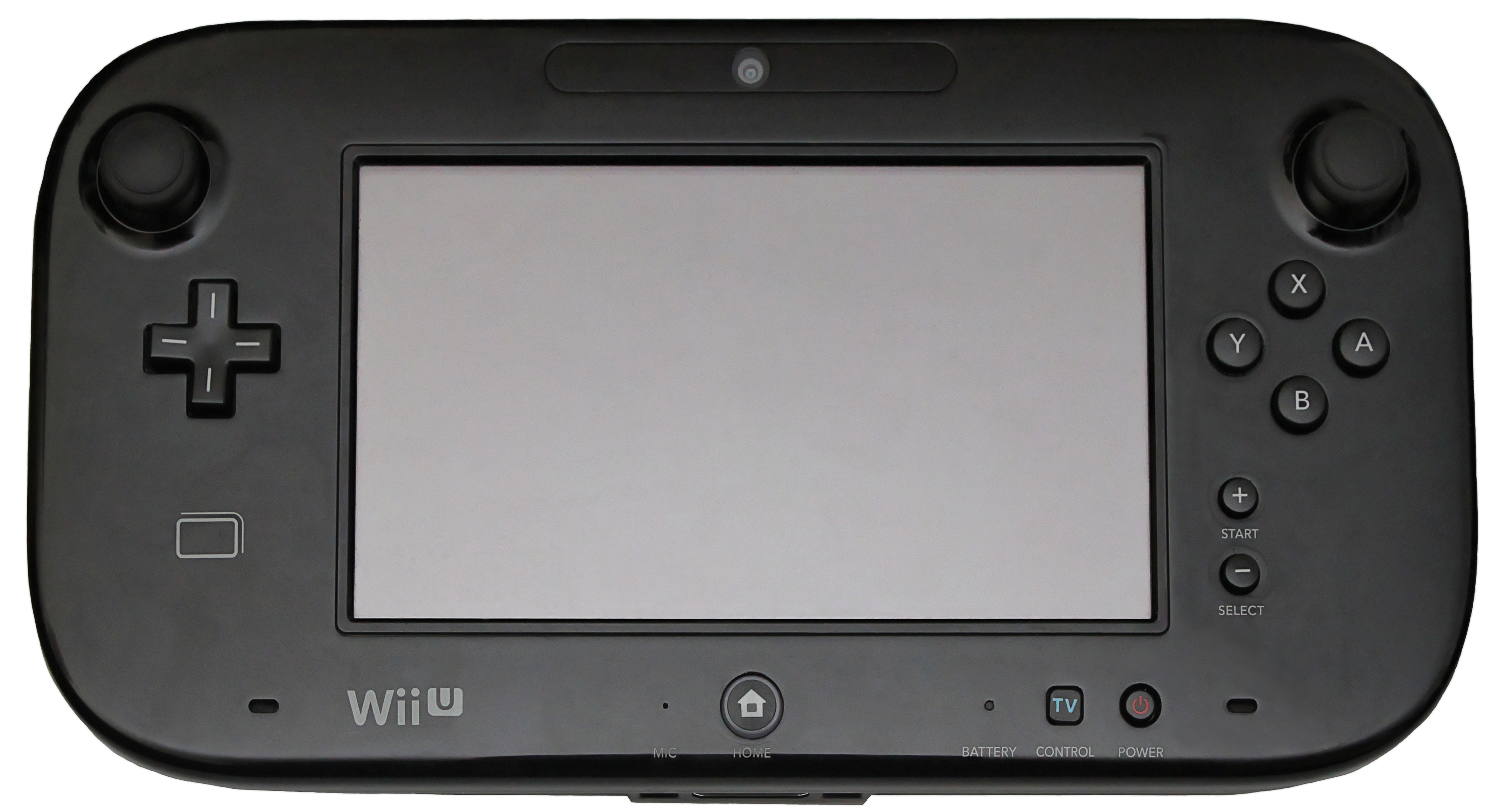
Ein schwarzes Wii U GamePad

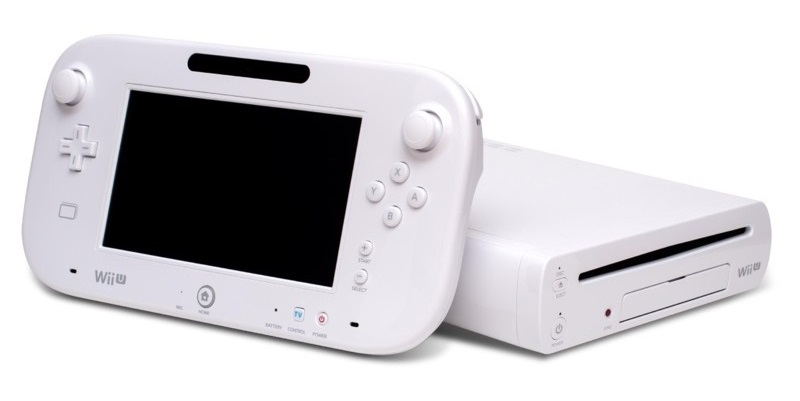
Weißes Wii U GamePad (links) mit Wii U (rechts)

Das Wii U GamePad ist das primäre Gamepad für die Wii U und wurde von Nintendo produziert und vermarktet. Der integrierte Touchscreen ist der wesentlichste Unterschied zu den Controllern bzw. den Konsolen der Konkurrenz (PlayStation 4 und Xbox One). Je nach Wii-U-Bundle ist das Gehäuse des Wii U GamePad entweder weiß (Basic-Pack) oder schwarz (Premium-Pack). Ein alternativer Gamecontroller zum Wii U GamePad ist der Wii U Pro Controller. Der Vorgänger des Wii U GamePad ist die Wii Remote bzw. der Wii Classic Controller. Nachfolger des Wii U GamePad sind die Joy-Con bzw. der Nintendo Switch Pro Controller der Nintendo Switch. Das Wii U GamePad verfügt außerdem über einen Home-Button, dessen transparenter Rand beispielsweise beim Erhalten von Anrufen in Wii U Chat oder von Neuigkeiten blau aufleuchtet.
Auf der E3-Pressekonferenz 2012 gab der damalige Präsident von Nintendo of America Reggie Fils-Aimé bekannt, dass die Wii U die Verwendung von zwei GamePads an einer Konsole gleichzeitig unterstützen wird. Obwohl dies technisch möglich gewesen wäre, wurde die Funktion nie offiziell nachgereicht, da Nintendo dies aufgrund einer geringen Spielerbasis und nur wenigen Spielen, die davon merklich profitiert hätten, nicht als lohnenswert angesehen hatte.

## Technische Daten

Ursprüngliches Design, welches nicht in Serienproduktion kam (Illustration). Dieses Design ist beispielsweise in einem frühen Trailer der Wii U noch zu sehen.

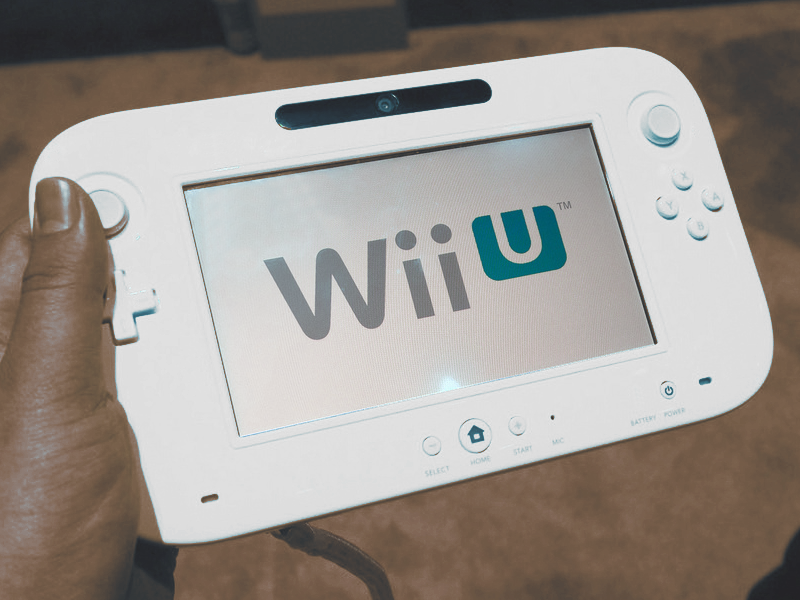
Ursprüngliches Wii U GamePad (E3 2011)

### Bildschirm
Der Touchscreen ist resistiv und verfügt über eine Auflösung von 854×480 Pixeln (FWVGA), was dem 480p-Standard und einer Pixeldichte von 158 ppi entspricht. Die Größe beträgt 6,2 Zoll bzw. 15,75 cm diagonale. Er kann Inhalte stereoskopisch mittels 3D-Brille darstellen, beispielsweise wird das vom Spiel Assassin’s Creed III unterstützt. Die Bedienung erfolgt mittels Eingabestift oder mit den Fingern, wobei immer nur eine Berührung erkannt wird.

### Sound
Der Ton wird über zwei im Gehäuse eingebaute Stereo-Lautsprecher oder über Kopfhörer via 3,5 mm Klinkenstecker ausgegeben.

### Tasten
Neben den A-, B-, X- und Y-Tasten verfügt der Controller über zwei Analog-Sticks und vier Schultertasten sowie ein Steuerkreuz. Für das System relevant sind die Home-Taste, der Powerschalter und die TV-Taste.

### Sensoren
Das Wii U GamePad verfügt über eine Vielzahl von Sensoren, wobei einige schon in den Wiimotes des Vorgängersystems Wii zum Einsatz kamen. Der Controller verfügt über einen Bewegungssensor, Gyrosensor, Gyroskop und einen Magnetometer. Schließlich ist noch ein Vibrationsmotor integriert.

### NFC
Unterhalb des Steuerkreuzes befindet sich der NFC-Empfänger, über die beispielsweise Amiibo mit dem System verbunden werden können.

### Kamera
In der Sensorbar befindet sich eine Kamera, die mit 0,3 Megapixeln auflöst und beispielsweise als Facecam bei Spielen oder Anwendungen wie z. B. Wii U Chat dient.

### Akku
Über einen Nintendo-eigenen Anschluss kann der eingebaute Akku mit dem im Lieferumfang befindlichen Ladegerät wieder aufgeladen werden. Die Akkulaufzeit beträgt laut offizieller Website drei bis fünf Stunden bei einer Ladezeit von zweieinhalb Stunden. Die Batterie ist wechselbar. Aufgrund der relativ geringen Akkulaufzeit im Vergleich zu vorherigen Nintendo-Controllern bot Nintendo zunächst exklusiv in Japan einen Akku mit einer höheren Kapazität von 2550 mAh an.

### Maße
Die Abmessungen betragen 13,5 cm × 2,3 cm × 25,9 cm bei einem Gewicht von 491 g.

## Rezeption
Golem.de bewertete die Verarbeitung des Wii U GamePad. Es sei „[...] trotz seiner Größe angenehm leicht [...]“ und ließe sich „[...] mehrere Stunden benutzen, ohne dass beim Spieler Ermüdungserscheinungen auftreten [...]“.